# Madawi al-Rasheed
Madawi Al-Rasheed (en arabe : مضاوي الرشيد), née en octobre 1962, est une universitaire saoudienne. Elle est professeur d'anthropologie sociale au département de théologie et de sciences religieuses du King's College de Londres, depuis 1994.

## Biographie
Elle donne des conférences occasionnelles aux États-Unis, en Europe et au Moyen-Orient. Elle est la petite-fille de Mohammed ben Talal Al Rachid, le dernier émir de Haïl.
Elle travaille sur le débat politico-religieux en Arabie saoudite après les attentats du 11 septembre 2001. Elle a écrit plusieurs livres et articles dans des revues spécialisées sur la péninsule arabique, la migration arabe, la mondialisation et le transnationalisme religieux. En 2013 elle est citée parmi la liste 100 Women de la BBC, récompensant les 100 femmes les plus influentes de l'année.

## Ouvrages
- Politics in an Arabian Oasis, 1991, Londres : I.B. Tauris, traduit en arabe par al-Saqi.
- Iraqi Assyrian Christians in London, 1998, New York, The Edwin Mellen Press.
- A History of Saudi Arabia, 2002, Cambridge, CUP, traduit en arabe par al-Saqi, seconde édition en 2010,  (ISBN 978-0-521-76128-4) (cartonné) and  (ISBN 978-0-521-74754-7) (livre de poche)
- Counter Narratives: History, Contemporary Society and Politics in Saudi Arabian and Yemen, 2004, , New York, Palgrave.
- Transnational Connections and the Arab Gulf, 2005, Londres, Routledge.
- Al-saudiyya wa ma'zaq al-islâh fi al-qarn al-hadî wa al-ishrîn, (en arabe : السعودية ومأزق الإصلاح في القرن الحادي والعشرين 2005), Londres, Saqi.
- Contesting the Saudi State : Islamic Voices from a New Generation, Cambridge University Press, Cambridge, 2007,  (ISBN 978-0-521-85836-6).
- Kingdom without Borders. Saudi Arabia's Political, Religious and Media Frontiers, Columbia/Hurst, New York, 2009,  (ISBN 978-0-231-70068-9).

## Sources
- (en) Cet article est partiellement ou en totalité issu de l’article de Wikipédia en anglais intitulé « Madawi al-Rasheed » (voir la liste des auteurs).